# Eudiplogaster pararmatus
Eudiplogaster pararmatus is een rondwormensoort uit de familie van de Rhabditidae. De wetenschappelijke naam van de soort is voor het eerst geldig gepubliceerd in 1938 door Schneider.